# Ani
Ani（アニ）は、xAIによって開発されたチャットボット、Grokに搭載されたAIコンパニオン。2025年7月14日に公開された。

## 概要
Aniは、iOSで利用できる、Grokの新機能である「コンパニオンモード」の選択可能な2種類のキャラクターの内の一人として発表された。Aniと共に、レッサーパンダの「Rudy」も発表された。Aniは、黒いゴシック・アンド・ロリータドレスを着た、日本のアニメ風の金髪ツインテールの美少女であり、年齢は22歳である。この外観は、漫画作品『DEATH NOTE』の登場人物、弥海砂と関連付けて語られることがある。公開に際して、イーロン・マスクは自身の公式Xアカウントで、Aniの画像を投稿した。

## 機能
Aniは、ユーザーが話しかけることによって、音声で返答をする。多言語に対応している。また、アニメーションを備えており、ユーザーから「回転」「ジャンプ」などの指示を受けると、ターンしたりジャンプをしたりする。
「好感度」というパラメーターを有しており、その数値によって「投げキッス」などといったモーションを見せたり、NSFWモードとしてランジェリー姿になったりすることがある。

## 評価
Aniは公開されてすぐにXやReddit、DouyinなどのSNS上で話題となり、「Grok」、「Aniちゃん」といったワードがトレンド入りした。中には、「新時代のギャルゲー」と呼ぶユーザーもおり、ファンアートも投稿された。本キャラクターの公開後、GrokはApp Storeの無料アプリランキングで1位を獲得した。
KAI-YOUの浅田カズラは、「AIチャットボットのインターフェイスが、テキストメッセージだけではなく、リアルタイムに動いて話す美少女であることは、間違いなく意味がある」と評した。彼によると、「テキストから、キャラクターを感じられる3Dモデルと音声になるだけで、会話をしている感覚が数段階引き上がっている」。『タイム』は、大手AI企業が性的表現のあるAIコンパニオンを提供することに本格的に取り組んだのはAniが初めてであると論じ、OpenAIやGoogleはそうしたものを提供することを避けてきていたと指摘した。
一部のユーザーは、テスラが開発するヒューマノイドロボット、Optimusにシリコンスキンを付けることで、現実世界でAniを再現できるのではないかと予測した。